# Río Sanibeni
Der Río Sanibeni ist ein etwa 70 km langer linker Nebenfluss des Río Ene in der Provinz Satipo der Region Junín in Zentral-Peru.

## Flusslauf
Der Río Sanibeni entspringt 12 km östlich der Stadt Mazamari im Westen des Distrikts Río Tambo. Das Quellgebiet befindet sich in einer vorandinen Region östlich der peruanischen Zentralkordillere auf einer Höhe von etwa 1350 m. Der Río Sanibeni fließt anfangs 20 km in südsüdöstlicher Richtung. Anschließend durchschneidet er mehrere niedrige Höhenrücken in ostsüdöstlicher Richtung. Drei Kilometer oberhalb der Mündung trifft die Quebrada Quimabeni von rechts auf den Fluss. Dieser mündet schließlich auf einer Höhe von etwa 340 m in den Río Ene.

## Einzugsgebiet
Der Río Sanibeni entwässert ein Areal von etwa 720 km². Das dünn besiedelte Einzugsgebiet des Río Sanibeni ist hauptsächlich von tropischem Regenwald bedeckt und liegt im Westen des Distrikts Río Tambo. Es grenzt im Süden an das des Río Anapatí, im Westen an das des Río Sonomoro, im Nordwesten an das des Río Pangoa sowie im Norden und im Osten an das des abstrom und oberstrom gelegenen Río Ene.